# Cookie Clicker
Cookie Clicker es un videojuego incremental de 2013 creado por el programador francés Julien «Orteil» Thiennot. Inicialmente, el usuario hace clic en una galleta grande en la pantalla y obtiene una sola galleta por clic. Luego pueden usar las galletas obtenidas para comprar activos como «cursores» y otros «edificios» que producen galletas automáticamente. Actualizaciones también están disponibles y pueden mejorar la eficiencia de los clics y las construcciones, entre muchas otras mecánicas que permiten al usuario ganar galletas de diferentes maneras. El juego carece de un final convencional.
El juego tiene una base de fanes dedicada. Aunque la versión original se codificó en una noche, Cookie Clicker se actualiza periódicamente. Ha sido ampliamente descrito como adictivo y se le atribuye haber desempeñado un papel en el surgimiento de videojuegos incrementales.

## Modo de juego
Al principio, el jugador hace clic en una galleta grande y obtiene una galleta por clic. Con estas galletas, el jugador puede comprar medios de producción adicionales como cursores, granjas, minas, fábricas, bancos, templos y varios más que generan galletas automáticamente. Los precios aumentan exponencialmente y cada activo cuesta un 15% más que el último activo del mismo tipo adquirido. El jugador también puede comprar mejoras para aumentar la producción de galletas para estos edificios. Las galletas doradas, pequeñas galletas que aparecen en lugares aleatorios y se desvanecen después de varios segundos, aparecen periódicamente y otorgan efectos, como un aumento temporal en la tasa de producción, si se hace clic antes de que desaparezcan.
Después de ganar una cierta cantidad de galletas, el jugador puede «ascender», perdiendo su progreso pero ganando fichas celestiales y niveles de prestigio. Los niveles de prestigio añaden un impulso permanente (+1% por nivel) a la tasa de producción de galletas en futuras partidas, mientras que las fichas celestiales se pueden gastar en una amplia variedad de mejoras de prestigio. Sin embargo, la cantidad de galletas necesarias para desbloquear el siguiente nivel de prestigio aumenta proporcionalmente con el cubo del nivel, y se vuelve más difícil de alcanzar a medida que se adquieren más. Otras mecánicas del juego incluyen «arrugadores» (bestias sobrenaturales que reducen la producción de galletas, pero que pueden explotar al hacer clic en ellas y devolver todas las galletas que digirió con interés), Krumblor the Cookie Dragon, minijuegos y terrones de azúcar (que tardan 24 horas en coagularse y se utilizan para subir de nivel los edificios y aumentar su tasa de producción). Los logros se pueden obtener completando varias tareas u objetivos, como alcanzar una cierta cantidad de cookies totales producidas, poseer una cantidad particular de edificios de un cierto tipo o hacer clic en una cierta cantidad de galletas doradas. Al alcanzar una cierta cantidad de logros, el jugador desbloquea diferentes colores de leche que aparecen debajo de la galleta. Con las mejoras de «gatito», el jugador gana producción adicional dependiendo de sus logros totales. Además, los eventos de temporada ocurren durante sus respectivos días festivos y vienen con más actualizaciones y cookies para desbloquear.
El juego presenta un crecimiento exponencial o geométrico: el jugador comienza horneando galletas individuales, pero puede alcanzar rápidamente miles de millones de galletas, y eventualmente alcanzar duodecillones (1039) de galletas o más. Aunque el juego no tiene un final claro, tiene más de seiscientos logros, y los usuarios pueden aspirar a alcanzar cifras históricas de cookies.

## Desarrollo
Julien Thiennot, también conocido como Orteil, creó Cookie Clicker el 8 de agosto de 2013. Escrito en una sola tarde, el juego se publicó en un enlace en 4chan y consiguió 50 000 jugadores en cuestión de horas. Un mes después del lanzamiento inicial del juego, tenía más de 200 000 jugadores por día. Orteil escribió más tarde que el tráfico había alcanzado un máximo de 1,5 millones de visitas en un día durante agosto de 2013, y en enero de 2014, Cookie Clicker todavía recibía 225 000 visitas constantes por día. El juego ha tenido actualizaciones continuas desde su lanzamiento, en particular la actualización «heredada» en febrero de 2016 y la actualización «espiritual» en julio de 2017. El 25 de octubre de 2018, Orteil lanzó la página Patreon del juego, con la intención de desarrollar Cookie Clicker y otros juegos Dashnet y convertirse en un trabajo de tiempo completo. El 8 de agosto de 2019, se lanzó la versión beta móvil de Cookie Clicker para dispositivos Android después de un largo retraso.
Cookie Clicker es similar a Cow Clicker, un videojuego inactivo previamente creado por Ian Bogost. Bogost ha llamado a Cookie Clicker «la conclusión lógica de Cow Clicker». Posteriormente, Orteil lanzó otros juegos inactivos como: Idle Game Maker, una herramienta que permite crear juegos inactivos personalizados sin conocimientos de codificación; AdventureQuest Dragons, un juego móvil creado con Artix Entertainment; y NeverEnding Legacy.

### Lanzamiento en Steam
El 8 de agosto de 2021, Orteil anunció en Twitter un lanzamiento en Steam de Cookie Clicker, con fecha de lanzamiento prevista para el 1 de septiembre de 2021. El juego se lanzó en Steam en la fecha de lanzamiento anunciada originalmente. El lanzamiento también incluyó una banda sonora compuesta por C418. Llegó a más de 60 000 jugadores simultáneos poco después de su lanzamiento, dentro del top 15 de juegos de Steam en ese momento.

## Análisis

### Impacto en los videojuegos inactivos
En un artículo de IGN, se acredita a Cookie Clicker como uno de los pocos juegos que ha desempeñado un papel importante en el establecimiento del género de videojuegos inactivos (también llamados videojuegos incrementales). Un artículo en The Kernel lo describe como «probablemente el juego más conocido» del género.
En una edición de Digital Culture & Society, Paolo Ruffino señala que el juego «se supone que es una parodia de FarmVille» (un videojuego popular que, según Ruffino, se puede jugar fácilmente con un algoritmo, ya que la acción óptima siempre es obvia), pero que es «igualmente adictivo» Así, el juego «explora la ausencia de agencia humana». Ian Bogost, creador de Cow Clicker, señala de manera similar que «Cookie Clicker no es un juego para un humano, sino uno para que lo juegue una computadora mientras un humano mira (o no)». Los críticos han dicho que Cookie Clicker es adictivo, y su base de fanes ha sido descrita como «obsesiva» y «casi una secta». Roisin Kiberd señala que los fanáticos del juego han señalado que jugarlo es malo para el medio ambiente (debido a que las computadoras se dejan encendidas las 24 horas del día) y causa una reducción de la eficiencia en el trabajo.
Sin embargo, debido a su mecánica burlonamente simple, muchos consideran que los juegos inactivos son relativamente simples o, como se indica en un artículo de IGN, «súper tontos». Juegos como Cookie Clicker han utilizado esta combinación de simplicidad y complejidad para crear un nuevo género que algunos ni siquiera consideran juegos reales. El propio Orteil describió sus obras como «no juegos».

### Temas
El juego incluye humor negro en los nombres y descripciones de algunas de sus mejoras, logros o mecánicas, y generalmente tiene temas de distopía, horror cósmico y apocalipsis. Los ejemplos incluyen un logro titulado «Calentamiento global» (al poseer 100 fábricas), una cinta de noticias que dice «Nueva religión basada en galletas arrasa la nación». y el «Grandmapocalypse», en el que «la pantalla se vuelve roja fundida y la galleta central es atacada por 'arrugadores'», y se da a entender que el mundo en general ha sido tomado por una mente colmena de abuelas mutadas.
GameRevolution comentó que el juego contiene «giros oscuros sobrenaturales que ponen en duda la moralidad del usuario», citando cómo un jugador puede optar por esclavizar a las abuelas para fabricar galletas.
En The Kernel, Kiberd opina que el juego es «una parábola sobre cómo el capitalismo se destruirá a sí mismo». Kiberd sugiere que Cookie Clicker está «cargando [el concepto de diversión] con ideas sobre el éxito, los logros y la productividad» y «utiliza su propia forma como una crítica de las estructuras más amplias de expectativas y recompensas».

## Recepción
Justin Davis de IGN describe Cookie Clicker como el «mejor juego inactivo» y dice que «probablemente logra el mejor equilibrio de poder hasta el momento [...] de modo que en cada paso del camino te sientes como si estuvieras volando, generando tantas galletas más rápido que antes, pero todavía no puedes esperar hasta que el próximo gran hito esté finalmente a tu alcance». Boing Boing calificó a Cookie Clicker como un «uego de navegador altamente adictivo». Polygon ha descrito el juego como «intrigante» y su base de fanes como «obsesiva». Destructoid enfatiza que se «centra en la búsqueda y acumulación de una gran riqueza», brindando a los jugadores «la ilusión de progreso, sin que realmente se realice ningún avance sustancial». Un trabajo académico publicado por University of Minnesota Press analizó Cookie Clicker como un objeto de arte de los nuevos medios que subvierte «la opacidad experimental de los medios digitales» y obliga a la persona que lo experimenta a «enfrentarse a la expresión de la experiencia histórica digital: el amplio sentido de privación existencial de derechos que caracteriza gran parte de la experiencia de la tecnología contemporánea». Sebastian Deterding, profesor de ingeniería de diseño en el Imperial College de Londres, reconoce que el juego existe en un nivel como una parodia y burla de Farmville y EverQuest,: 200  pero dijo que el juego trasciende esto, participando en la ludificación del progreso, permitiendo a los jugadores «mantenerse en una única búsqueda 'tonta' durante cientos de horas [participar en] una habilidad real y autorreguladora»,: 204  y que sus jugadores pueden jugarlo, y lo hacen, «por despecho existencial ilustrado», tal vez incluido el autor que reconoce haber horneado octiliones de galletas durante miles de horas de juego, «órdenes de magnitud más tiempo... que cualquier otro videojuego en mi vida».: 206 